# 1280 هـ
1280 هـ هي سنة في التقويم الهجري امتدت مقابلةً في التقويم الميلادي بين سنتي 1863 و1864.

## أحداث
- الأمام فيصل بن تركي يزور بغداد.
- الأمام فيصل بن تركي يأمر بأنشاء سور يحمي الرياض من الهجمات من الأعداء.
- الأمام فيصل بن تركي يخوض بمعركة ضد عنيزة.
- الأمير طلال بن عبد الله الرشيد يحتل الرس وبريدة والمجمعة مما أغضب الأمام فيصل بن تركي واضطر لأرسال ابنه سعود بن فيصل لهجمهم.
- الأمام فيصل بن تركي يسترجع المجمعة وبريدة وعنيزة والرس ورياض الخبراء.
- الأمام فيصل بن تركي يجتمع باجتماع بالقطيف على وألقى خطابا قائلا:بأن دولتنا الآن أصبحت ضد دولة آل رشيد... بعد ما احتلوا الرس وبريدة وعنيزة ورياض الخبراء والمجمعة..... واسترجعناها بعد شهر من احتلال المجمعة... ووضعي..... ليس جيد... على الأطلاق... طبعا الحكم... سوف يكون من بعدي... لأبني عبد الله...وعلي أن أعود الرياض مسرعا.... فأذا...السلام عليكم ورحمة الله وبركاته.

## مواليد
- إبراهيم بن عبد اللطيف بن عبد الرحمن آل الشيخ
- جمال الدين القاسمي
- عبد الحميد الجابري
- أحمد محمود الفخري
- أشرف علي التهانوي
- جبرييل فران
- حسين مغنية
- حميد الدين الفراهي
- سليمان الجليلي
- عبد القادر بن بدران الدمشقي
- قاسم أمين
- نعوم شقير

## وفيات
- تركي بن حميد
- ريتشارد هويتلي
- فرانتس فبكه
- محمد غريط